# Lo scopone scientifico
Lo scopone scientifico är en italiensk dramakomedi från 1972 i regi av Luigi Comencini.

## Rollista i urval
- Alberto Sordi - Peppino
- Silvana Mangano - Antonia
- Bette Davis - miljonärskan
- Joseph Cotten - George
- Mario Carotenuto - professorn
- Domenico Modugno - Righett